# Algèbre associative
Pour les articles homonymes, voir Algèbre (homonymie).

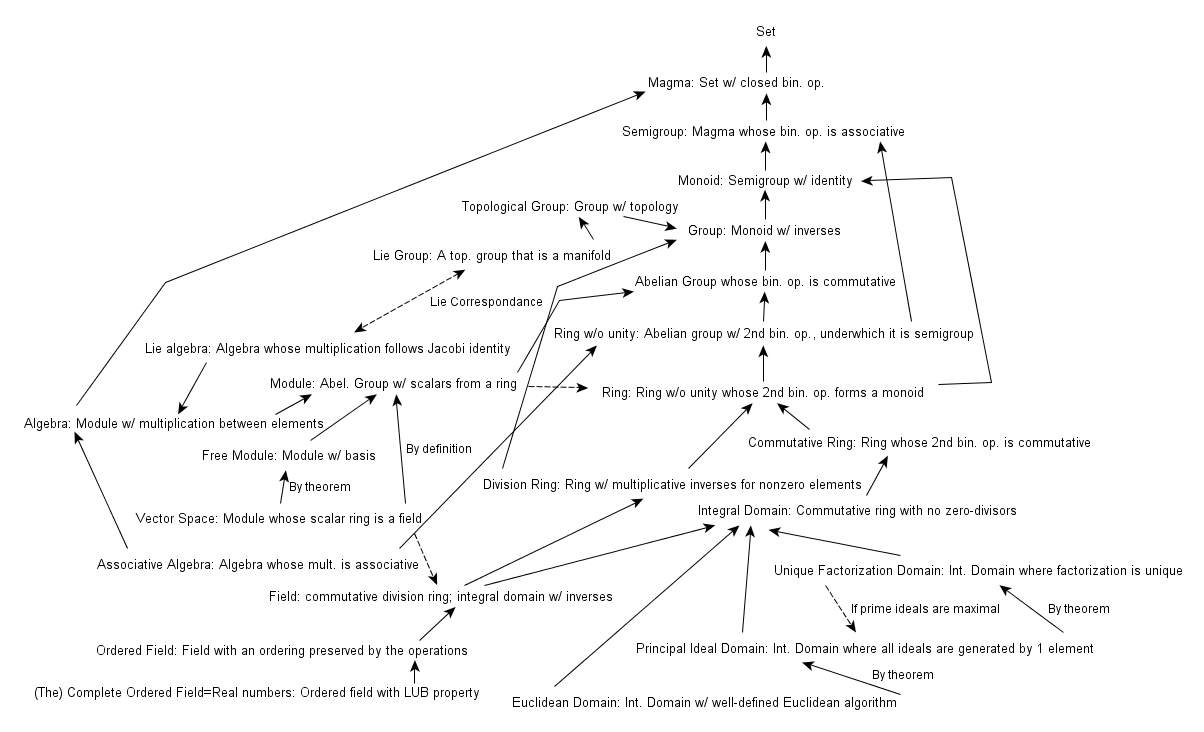
Relations entre certaines structures algébriques.

En mathématiques, une algèbre associative (sur un anneau commutatif A) est une des structures algébriques utilisées en algèbre générale. C'est un anneau (ou simplement un pseudo-anneau) B muni d'une structure supplémentaire de module sur A et tel que la loi de multiplication de l'anneau B soit A-bilinéaire. C'est donc un cas particulier d'algèbre sur un anneau.

## Définition formelle
Soit A un anneau commutatif. On dit que (B , + , ⸱ , × ) est une A-algèbre associative lorsque :
1. (B , + , ⸱ ) est un A-module,
2. (B , + , × ) est un pseudo-anneau,
3. {\displaystyle \forall \lambda \in A,~\forall x,y\in B,\qquad \lambda \cdot (x\times y)=x\times (\lambda \cdot y)=(\lambda \cdot x)\times y~.}

Les éléments de A sont appelés les scalaires.
Dans le cas particulier où l'anneau A est un corps, on parle alors d'algèbre associative sur un corps.
On parle d'algèbre unitaire (ou unifère) lorsque B possède un neutre pour la multiplication.

## Exemples
- Tout anneau (M, + , × ) (et même tout pseudo-anneau) est aussi une {\displaystyle \mathbb {Z} }-algèbre associative pour la loi externe définie par : pour tout entier {\displaystyle n} et tout élément {\displaystyle x} de M,
{\displaystyle \left\{{\begin{matrix}{\text{si }}n>0{\text{ alors }}&n\cdot x=\underbrace {x+x+\ldots +x} _{n\ \mathrm {fois} }~,\\{\text{si }}n<0{\text{ alors }}&n\cdot x=\underbrace {-x-x-\ldots -x} _{|n|\ \mathrm {fois} }~,\\{\text{si }}n=0{\text{ alors }}&n\cdot x=0~.\end{matrix}}\right.}
- Tout anneau est une algèbre associative sur son centre, donc sur tout sous-anneau A de ce centre.
- Soit A un anneau commutatif.
  - L'algèbre d'un monoïde L sur A est une A-algèbre associative et unifère. C'est un cas particulier de l'exemple précédent. (Si le monoïde L est {\displaystyle (\mathbb {N} ,+)^{k}}, cette algèbre est celle des polynômes en k indéterminées sur A.)
  - L'ensemble des endomorphismes d'un A-module est une A-algèbre associative.

## Définition équivalente
Il existe une définition équivalente lorsque l'algèbre B est unifère :
Soient A un anneau commutatif, B un anneau, et {\displaystyle f\,:\,A\to B} un morphisme d'anneaux tel que f(A) soit dans le centre de B.
On peut alors définir une loi externe {\displaystyle (a,b)\mapsto f(a)b} qui munit B d'une structure de A-algèbre associative (et unifère).
Inversement, si B est une A-algèbre associative et unifère, {\displaystyle f\,:\,a\mapsto a.1_{B}} est un morphisme d'anneaux tel que
l'image de A est donc contenue dans le centre de B.

## Approche catégorique
La classe des algèbres associatives sur un même anneau A forme une sous-catégorie pleine de la catégorie des algèbres sur A, et ses objets libres sont les algèbres de polynômes non commutatifs.